# Pseudomyrmex succinus
Pseudomyrmex succinus är en myrart som beskrevs av Ward 1992. Pseudomyrmex succinus ingår i släktet Pseudomyrmex och familjen myror. Inga underarter finns listade i Catalogue of Life.